# Mariano Pierbenedetti
Mariano Pierbenedetti (Camerino, 1538 - Roma, 21 de janeiro de 1611) foi um cardeal do século XVII

## Biografia
Nasceu em Camerino em 1538. De família nobre. Filho de Carlo Pierbenedetti e Catarina Meluzi. Sobrinho de Battista Mariano, parente do Papa Paulo III. Entre seus irmãos estavam Alessandro, cavaleiro da Soberana Ordem de Malta; Falchetto, cavaleiro da Ordem de S. Stefano; e Roberto, que foi bispo de Nocera Umbra. Ele também está listado como Marianus Perbenedictus; e o sobrenome de sua mãe como Dommelusi.
Estudou no Collegio Romano, em Roma, onde obteve o doutorado em filosofia e teologia em 1574..
Foi para Roma em 1556. Depois de ouvir os sermões de Gabriello Fiamma na igreja de S. Maria dell'Anima, Roma, decidiu mudar de vida (2) e entrar no estado eclesiástico. Recebeu vários benefícios, entre eles a abadia de Triglio, o priorado do capítulo da catedral de Camerino e um canonato no capítulo da igreja de S. Angelo em Pescheria, Roma. Enquanto estudava no Collegio Romano, fundou, juntamente com Agostino Valeri e Ottavio Bandini, futuros cardeais, a congregação mariana da SS. Nunziata ..
Eleito bispo de Martorano, em 30 de janeiro de 1577. Consagrado pelo cardeal Felice Peretti (sem mais informações encontradas). Visitador apostólico das igrejas da Calábria junto com Gasparo del Fosso, arcebispo de Reggio. Chamado a Roma por seu amigo Papa Sisto V e nomeado governador de Roma e vice-camerlengo da Santa Igreja Romana, em 20 de agosto de 1585; cessou como camerlengo em 1º de agosto de 1589, quando o papa com seu motu proprio Dum singula separou os postos; continuou como governador até sua promoção ao cardinalato..
Criado cardeal sacerdote no consistório de 20 de dezembro de 1589; recebeu o chapéu vermelho e o título de Ss. Marcellino e Pietro, 15 de janeiro de 1590. Participou do primeiro conclave de 1590 , que elegeu o Papa Urbano VII. Participou do segundo conclave de 1590, que elegeu o Papa Gregório XIV. Esmoleiro do Papa Gregório XIV. Renunciou ao governo da Sé antes de 25 de abril de 1591. Reitor de S. Erasmo, diocese de Áquila. Participou do conclave de 1591 , que elegeu o Papa Inocêncio IX. O Papa Inocêncio IX o nomeou junto com o Cardeal Anton Maria Salviati para presidir todos os tribunais da Cúria Romana com amplas faculdades para julgar e definir todas as causas. Participou do conclave de 1592, que elegeu o Papa Clemente VIII. Nomeado, juntamente com os cardeais Alessandro Damasceni Peretti e Antonmaria Salviati, para a prefeitura de Roma, da Sagrada Consulta e das cidades de todo o estado papal, 1592. O Papa Clemente VIII ofereceu-lhe as dioceses de Viterbo e Fermo, mas ele recusou. Participou do conclave de março de 1605, que elegeu o Papa Leão XI. Nomeado prefeito da Congregação da Sagrada Consulta . Participou do conclave de maio de 1605, que elegeu o Papa Paulo V. Nomeado superintendente dos assuntos políticos e militares do estado pontifício. Ofereceram-lhe as dioceses de Vicenza e Benevento, mas recusou. Prefeito da Congregação para as Enchentes das três legações de Ferrara, Bolonha e Romanha. Optou pelo título de S. Maria em Trastevere, em 7 de fevereiro de 1607. Optou pela ordem dos bispos e pela sé suburbicária de Frascati, em 28 de maio de 1608..
Morreu em Roma em 21 de janeiro de 1611. Sepultado na capela do Presepe na basílica patriarcal da Libéria, Roma.